# Эсти Мамо
Эсти Мамо (ивр. אסתי ממו‎  ; Геэз: እስቲ ማሞ ; род. 1983 год, Чильга) — израильская модель и актриса эфиопского происхождения.

## Биография
Эсти Мамо родилась в 1983 году в общине бета Исраэль в городе Чильге, на северо-западе Эфиопии. Когда ей было 9 лет её семья иммигрировали из Эфиопии в Израиль. В Израиле жили бедно из-за чего её брат в 2004 году совершил самоубийство. Будучи подростком, Мамо основала танцевальную группу под названием Mango. Группа выступала в Израиле и представляла эту страну на Ноттинг-Хиллском карнавале в Лондоне. После окончания школы Мамо посвятила себя карьере модели. С 2004 года работает в Европе, участвует в рекламных компаниях ряда международных брендов. В 2005 году в онлайн-опросе, опубликованном в декабрьском выпуске мужского журнала Blazer заняла 97-е место в рейтинге самых сексуальных женщин.
Также в Израиле она приняла участие в съёмках нескольких телевизионных постановок. Занимается благотворительностью, принимает участие в благотворительной работе в общинах еврейской диаспоры в Эфиопии, а также эфиопских евреев в Израиле.